# Agelena inda
Agelena inda es una especie de araña del género Agelena, familia Agelenidae. Fue descrita científicamente por Simon en 1897.

## Distribución
Esta especie se encuentra en India.